# Kurtziella limonitella
Kurtziella limonitella é uma espécie de gastrópode do gênero Kurtziella, pertencente a família Mangeliidae.